# Neopalachia
Neopalachia är ett släkte av steklar. Neopalachia ingår i familjen gallglanssteklar.
Kladogram enligt Catalogue of Life:
| Neopalachia | \| \| Neopalachia noyesi \| \| \| \| \| \| Neopalachia peruana \| \| \| \| |
|             | \| \| Neopalachia noyesi \| \| \| \| \| \| Neopalachia peruana \| \| \| \| |
|             | Neopalachia noyesi                                                         |
|             |                                                                            |
|             | Neopalachia peruana                                                        |
|             |                                                                            |